# Potrójne kłopoty
Potrójne kłopoty (ang. Triple Trouble) − amerykański film niemy z 1918 roku, w reżyserii Charliego Chaplina i Leo White'a. 

## Treść
Główny bohater jest dozorcą w domu pewnego wynalażcy. Wynalazca ten opublikował formułę nowoczesnego materiału wybuchowego, który można używać bez lontu. Ponieważ trwa wojna, szpiedzy wroga próbują wykraść ten wynalazek. 

## Obsada
- Charlie Chaplin – dozorca
- Edna Purviance – pokojówka
- Leo White – hrabia
- Wesley Ruggles – oszust
- Bud Jamison – włóczęga
- James T. Kelley – pijak
- Billy Armstrong – kucharz, kieszonkowiec